# أولترون
ألترون (بالإنجليزية: Ultron) هو شخصية شرير خيالية يظهر في القصص المصورة الأمريكية التي تنشرها مارفل كومكس كعدو لفريق «المنتقمون». ظهر للمرة الأولى في يوليو 1968. هذه الشخصية من ابتكار كل من روي توماس وجون بوسيما. لعب جيمس سبيدر دور الشخصية في فيلم المنتقمون: عصر ألترون. ظهرت الشخصية أيضا في عدة مسلسلات، أفلام وألعاب فيديو. يتميز أولترون بالذكاء الاصطناعي، السرعة والقدرة على الطيران. وضعه موقع آي جي إن في المركز 23 في قائمة أشرار القصص المصورة.